# Mesoiulus turcicus
Mesoiulus turcicus är en mångfotingart som beskrevs av Karl Wilhelm Verhoeff 1898. Mesoiulus turcicus ingår i släktet Mesoiulus och familjen kejsardubbelfotingar. Inga underarter finns listade i Catalogue of Life.